# Anne Archer
Anne Archer (Los Angeles, 24 de agosto de 1947) é uma atriz norte-americana.

## Biografia
Nasceu em uma família do show business, seguiu os passos dos pais. Filha da atriz Marjorie Lord e do ator John Archer. Archer estudou teatro em Claremont College, antes de debutar no cinema ao lado de Jon Voight em The All-American Boy (1973). Ela ganhou aclamação crítica para o papel principal em Lifeguard (1976).
Ao longo da carreira no cinema, Archer marcou Hollywood com sua participação ao lado de astros, respeitando os atores principais, não só Michael Douglas e Harrison Ford, mas também Gene Hackman em Narrow Margin (1990), Tom Berenger na direção Alan Rudolph's romantic comedy Love at Large (1990), Donald Sutherland em Eminent Domain (1995) e Sylvester Stallone em Paradise Alley (1978). Em 2000 ela apareceu em com Wesley Snipes, (o primeiro projeto dela com Tommy Lee Jones).
Seu papel mais popular no cinema, entretanto, foi como a esposa de Michael Douglas em Atração Fatal.
Com marido Terry Jastrow (Emmy-premiado produtor de esporte), ela coproduziu Waltz Across Texas (1982), um romance moderno. Em 1998 Archer trabalhou novamente com marido Jastrow como coprodutora e coanfitriã, com Isabella Rossellini, na ABC "The World Fashion Premiere from Paris", uma especial de duas horas da história da moda. Novamente no ano seguinte ela serviu como produtora em um show para a TV. Com completo acesso aos espetáculos que monstram a alta costura da moda nos bastidores dos designers mais famosos no mundo.
Archer ensaiou papéis dramáticos com complexo de caráter descretos em produções de gêneros igualmente distintos. Junto com Michael Murphy no drama romântico contemporâneo Indiscretion of an American Wife (1998) (TV), e com William Petersen em Present Tense, Past Perfect (1995) (TV), baseado em uma história agridoce por Richard Dreyfuss que também dirigiu o drama de Showtime. Previamente ela retratou a esposa, sensual de Dennis Hopper no contemporâneo, Gritty Nails (1992) (TV) e para HBO novamente com Jon Voight uma participação The Last of His Tribe (1992) (TV).
O desempenho dela na TV também incluiu Jake's Women (1996) de Neil Simon, de Allan Alda e CBS, Jane's House (2000) com James Woods. Recebeu aclamação por três episódios da série da FOX, Boston Public (2000).
Atualmente atua no papel de Laurel Limoges na série Privileged.